# Romania submersa
Romania submersa es un término latino que incluye todos los territorios del Imperio Romano donde el proceso de romanización no fue lo suficientemente fuerte como para originar o preservar una lengua romance.

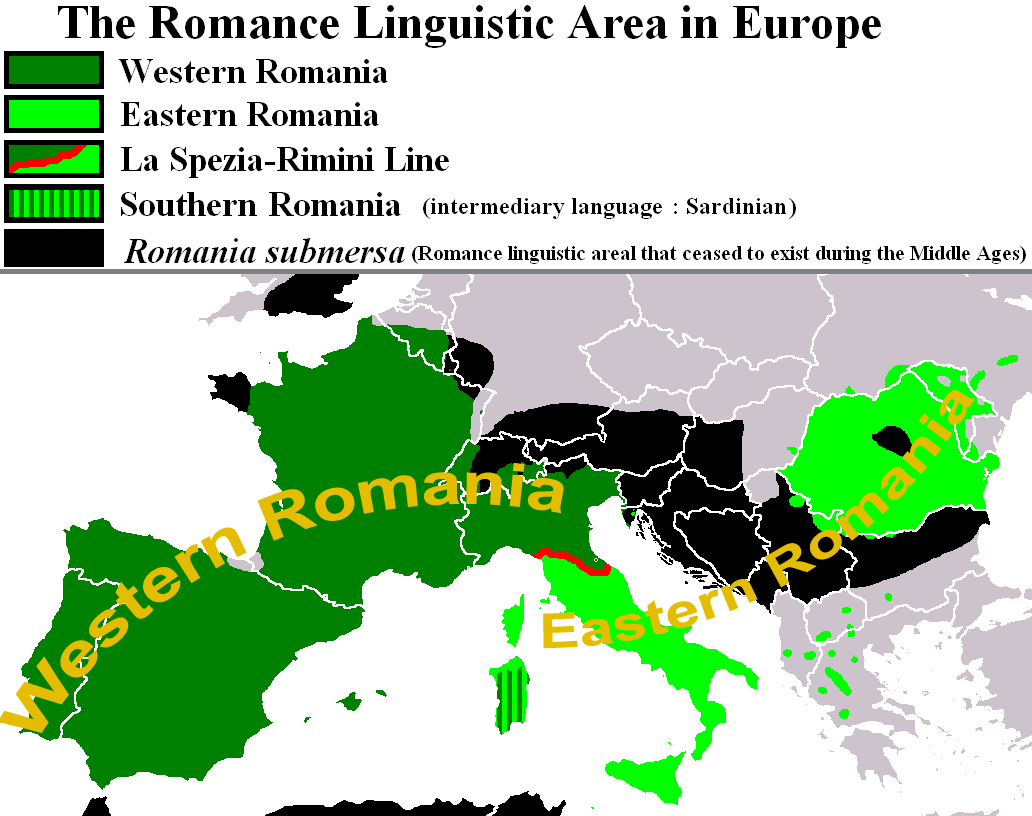
Romania submersa, en negro

El término también incluye a los territorios donde una lengua romance evolucionó pero fue reemplazada por otra lengua no romance durante la Edad Media. En regiones que anteriormente pertenecían al imperio, como el norte de África y áreas de Europa central y oriental, el latín fue reemplazado por el árabe, las lenguas germánicas y las lenguas eslavas.
Ejemplos de antiguas provincias romanas que hoy en día se las considera Romania submersa son África, Britania, Germania y Panonia.